# Сорокоумовы-Глебовы
Сорокоумовы-Глебовы (Глебовы) — древний дворянский род, производящий себя через Михаила Сорокоума от касожского князя Редеди.
При подаче документов (23 мая 1686) для внесении в Бархатную книгу род Глебовых и рода идущие от Редеги: Астафьевы, Теряевы, Обедовы подали совместную родословную роспись, Павел Аристович подал сказку (январь 1687) о родах происходящих от Редеги, рассмотренная (03 февраля 1687) с пометой «в доклад». Указ о внесении Глебовых, Астафьевых. Теряевых и Обедовых, а также: Бирдюкины-Зайцовы, Елизаровы-Гусевы, Викентьевы, Белеутовы, Колтовские, Лаптевы, Лопухины и о невнесении в родословную книгу родословий родов, показанными пресекшимися в родословной росписи Глебовых и других, был Высочайше утвержден (10 июня 1687).
Род записан в VI части дворянских родословных книг Московской и Тульской губерний. Герб рода Глебовых внесён в Часть 7 Общего гербовника дворянских родов Всероссийской империи, стр. 8.

## Происхождение и история рода
В Родословной книге князя М. А. Оболенского записано: Род Сорокоумовых. У Михаила Сорокоума сын Глеб. А от Глеба — Глебовы, Волоховы, Кошкаровы, Беленицыны.
У Сорокоума сын Глеб Сорокоумов, чьи внуки Иван Васильевич Ощера и Дмитрий Васильевич Бобр были в XV веке окольничими великого князя Василия Тёмного. Иван Ощера ездил послом к Стефану Великому (1497), к хану крымскому (1503). состояли постельничими при великом князе. Казарин Алексеевич царский постельничий. Яков Иванович по прозванию Курица дворецкий у великой княгини.
Владели поместьями в Новгородском крае, Стародубе, Торопце, Вязьме.
В XVI и XVII столетии представители рода выше стольничества и воеводства не поднимались.